# Куйбишевська сільська рада (Рубцовський район)
Ку́йбишевська сільська рада (рос. Куйбышевский сельский совет) — сільське поселення у складі Рубцовського району Алтайського краю Росії.
Адміністративний центр — селище Куйбишево.

## Населення
Населення — 1278 осіб (2019; 1338 в 2010, 1372 у 2002).

## Склад
До складу сільської ради входять:
| Населений пункт    | Населення, осіб (2002) | Населення, осіб (2010) |
| ------------------ | ---------------------- | ---------------------- |
| Куйбишево, селище  | 976                    | 960                    |
| Піщаний, селище    | 4                      | 4                      |
| Приозерний, селище | 392                    | 374                    |